# Mirjam Puchner
Mirjam Puchner (* 18. Mai 1992 in Schwarzach im Pongau) ist eine österreichische Skirennläuferin. Ihre stärksten Disziplinen sind der Super-G und die Abfahrt. Ihr Bruder Joachim Puchner war ebenfalls als Skirennläufer aktiv.

## Biografie
Puchner stammt aus St. Johann im Pongau im Land Salzburg und ist die Tochter des Meteorologen Christoph Puchner. In der Schülerklasse erzielte sie neben zahlreichen Siegen bei regionalen Veranstaltungen auch einige Erfolge auf nationaler und internationaler Ebene. Sie wurde 2005 und 2006 zweimal Österreichische Schülermeisterin im Super-G und erreichte von 2005 bis 2007 weitere vier zweite Plätze bei den österreichischen Schülermeisterschaften. In diesen Jahren war sie auch bei den international bedeutendsten Schülerrennen, dem Trofeo Topolino in Italien und dem Whistler Cup in Kanada, erfolgreich. Beim Trofeo Topolino gewann sie eine Silber- und zwei Bronzemedaillen und beim Whistler Cup eine Goldmedaille im Super-G 2007 sowie zwei Bronzemedaillen.
Bis zu ihrem 14. Lebensjahr galt sie auch als großes Tennistalent und spielte im Sommer bei Turnieren auf lokaler Ebene. Sie entschied sich jedoch für den alpinen Skisport. Ab Dezember 2007 war Puchner bei FIS-Rennen am Start, ein Jahr später gelang ihr der erste Sieg in einem Super-G in Haus im Ennstal. Im Jänner 2009 wurde sie in ihrer Altersklasse Österreichische Jugendmeisterin im Riesenslalom und in der Kombination. Im nächsten Monat gewann sie die Goldmedaille im Riesenslalom beim European Youth Olympic Festival in Szczyrk. Nach diesen Leistungen wurde Puchner 2009 in den B-Kader des Österreichischen Skiverbandes aufgenommen. Bei den österreichischen Meisterschaften 2010 gewann sie die Bronzemedaille in der Super-Kombination.
Im März 2010 nahm Puchner erstmals an Europacuprennen teil. Zu Beginn des nächsten Winters erreichte sie als Dritte des Super-G von Kvitfjell ihren ersten Podestplatz. Neben einem weiteren dritten Platz in der Abfahrt von Sotschi erzielte sie in der Saison 2010/11 insgesamt sieben Top-10-Platzierungen, womit sie Sechste in der Super-G- und Siebente in der Abfahrtswertung wurde. Bei ihren ersten Juniorenweltmeisterschaften in Crans-Montana belegte sie Platz 13 im Super-G und Rang 18 in der Abfahrt. Ein Jahr später waren bei den Juniorenweltmeisterschaften 2012 in Roccaraso zwei achte Plätze im Riesenslalom und in der Kombination ihre besten Ergebnisse. Im Europacup blieb sie in der Saison 2011/12 im Gegensatz zum Vorjahr ohne Podestplatz. Ihr bestes Resultat war ein sechster Rang in der Abfahrt von Sella Nevea. Auf nationaler Ebene wurde sie 2012 in ihrer Altersklasse Jugend II Österreichische Jugendmeisterin in der Abfahrt, während sie bei den Staatsmeisterschaften 2012 zweimal Zweite und einmal Dritte wurde.
Am 12. Jänner 2013 gab Puchner ihr Debüt im Weltcup. Dabei belegte sie in der Abfahrt von St. Anton den 47. Rang. Erstmals in die Weltcup-Punkteränge fuhr sie am 21. Dezember 2013 als 29. der Abfahrt von Val-d’Isère. Am 13. Jänner 2014 gewann sie mit dem Super-G in Innerkrems ihr erstes Europacuprennen. Ihren ersten Weltcupsieg feierte sie am 16. März 2016 in der Abfahrt beim Weltcupfinale in St. Moritz. Dort verletzte sie sich knapp ein Jahr später, am 8. Februar 2017, beim Abfahrtstraining im Verlauf der Alpinen Skiweltmeisterschaften, schwer. Sie erlitt bei dem Sturz einen Schien- und Wadenbeinbruch im rechten Bein. Am 13. März 2019 konnte sie beim Abfahrtsweltcupfinale in Soldeu bei windigen Verhältnissen überraschend ihren zweiten Weltcupsieg einfahren.
Bei den Olympischen Winterspielen 2022 belegte sie am 11. Februar im Super-G den zweiten Rang und gewann hinter der Schweizerin Lara Gut-Behrami die Silbermedaille.

## Erfolge

### Olympische Spiele
- Peking 2022: 2. Super-G, 8. Abfahrt

### Weltmeisterschaften
- Cortina d’Ampezzo 2021: 11. Abfahrt
- Méribel 2023: 4. Abfahrt, 19. Super-G
- Saalbach-Hinterglemm 2025: 2. Abfahrt, 5. Team-Kombination

### Weltcup
- 8 Podestplätze, davon 2 Siege:

| Datum         | Ort        | Land    | Disziplin |
| ------------- | ---------- | ------- | --------- |
| 16. März 2016 | St. Moritz | Schweiz | Abfahrt   |
| 13. März 2019 | Soldeu     | Andorra | Abfahrt   |

### Weltcupwertungen
| Saison  | Gesamt                              | Gesamt                              | Abfahrt                             | Abfahrt                             | Super-G                             | Super-G                             | Kombination                         | Kombination                         |
| Saison  | Platz                               | Punkte                              | Platz                               | Punkte                              | Platz                               | Punkte                              | Platz                               | Punkte                              |
| ------- | ----------------------------------- | ----------------------------------- | ----------------------------------- | ----------------------------------- | ----------------------------------- | ----------------------------------- | ----------------------------------- | ----------------------------------- |
| 2013/14 | 94.                                 | 21                                  | 43.                                 | 12                                  | –                                   | –                                   | 22.                                 | 9                                   |
| 2014/15 | 47.                                 | 136                                 | 26.                                 | 67                                  | 26.                                 | 59                                  | 21.                                 | 10                                  |
| 2015/16 | 34.                                 | 288                                 | 12.                                 | 210                                 | 28.                                 | 46                                  | 25.                                 | 32                                  |
| 2016/17 | 49.                                 | 155                                 | 24.                                 | 94                                  | 27.                                 | 52                                  | 44.                                 | 9                                   |
| 2017/18 | verletzungsbedingt keine Ergebnisse | verletzungsbedingt keine Ergebnisse | verletzungsbedingt keine Ergebnisse | verletzungsbedingt keine Ergebnisse | verletzungsbedingt keine Ergebnisse | verletzungsbedingt keine Ergebnisse | verletzungsbedingt keine Ergebnisse | verletzungsbedingt keine Ergebnisse |
| 2018/19 | 37.                                 | 211                                 | 11.                                 | 189                                 | 36.                                 | 22                                  | –                                   | –                                   |
| 2019/20 | 59.                                 | 104                                 | 33.                                 | 40                                  | 25.                                 | 64                                  | –                                   | –                                   |
| 2020/21 | 41.                                 | 162                                 | 18.                                 | 113                                 | 25.                                 | 49                                  | –                                   | –                                   |
| 2021/22 | 16.                                 | 502                                 | 5.                                  | 296                                 | 11.                                 | 206                                 | –                                   | –                                   |
| 2022/23 | 19.                                 | 462                                 | 5.                                  | 273                                 | 10.                                 | 189                                 | –                                   | –                                   |
| 2023/24 | 15.                                 | 529                                 | 7.                                  | 251                                 | 7.                                  | 278                                 | –                                   | –                                   |

### Europacup
- Saison 2010/11: 6. Super-G-Wertung, 7. Abfahrtswertung
- Saison 2011/12: 5. Abfahrtswertung
- Saison 2012/13: 4. Gesamtwertung, 7. Abfahrtswertung, 7. Super-G-Wertung, 8. Kombinationswertung, 9. Riesenslalomwertung
- Saison 2013/14: 2. Super-G-Wertung
- Saison 2014/15: 3. Super-G-Wertung, 9. Abfahrtswertung, 9. Kombinationswertung
- 9 Podestplätze, davon 2 Siege:

| Datum           | Ort             | Land       | Disziplin |
| --------------- | --------------- | ---------- | --------- |
| 13. Jänner 2014 | Innerkrems      | Österreich | Super-G   |
| 1. Februar 2014 | Serre Chevalier | Frankreich | Super-G   |

### Juniorenweltmeisterschaften
- Crans-Montana 2011: 13. Super-G, 18. Abfahrt
- Roccaraso 2012: 8. Riesenslalom, 8. Kombination, 21. Super-G, 24. Slalom
- Québec 2013: 7. Kombination, 13. Abfahrt, 17. Super-G, 18. Riesenslalom, 22. Slalom

### Weitere Erfolge
- 2 Österreichische Meistertitel (Abfahrt 2014 und 2015)
- Österreichische Jugendmeisterin (Jugend I) im Riesenslalom und in der Kombination 2009
- Österreichische Jugendmeisterin (Jugend II) in der Abfahrt 2012
- Goldmedaille im Riesenslalom beim European Youth Olympic Festival 2009
- 9 Siege in FIS-Rennen

## Auszeichnungen
- 2022: Ehrenlorbeer des Salzburger Sports in Gold[9]